# Hoplosebastes armatus
Genre
Espèce
Hoplosebastes armatus est une espèce de poissons marins de la famille des Scorpaenidae. Il est monotypique dans son genre Hoplosebastes.